# Brestanica
Brestanica este o localitate din comuna Krško, Slovenia, cu o populație de 973 de locuitori.